# Estación de San José
San José (en catalán y oficialmente Sant Josep) es un apeadero ferroviario situado en la ciudad española de Hospitalet de Llobregat, en la provincia de Barcelona, comunidad autónoma de Cataluña. Forma parte de la línea 8 del Metro de Barcelona y de la línea Llobregat-Noya de Ferrocarriles de la Generalidad de Cataluña (FGC) por donde circulan trenes de las líneas S3, S4, S8, S9, R5/R50 y R6/R60.
| << cabecera                 | < estación                  | línea | estación > | cabecera >>  |
| --------------------------- | --------------------------- | ----- | ---------- | ------------ |
| Línea Llobregat-Anoia       |                             |       |            |              |
| Molí Nou-Ciutat Cooperativa | Hospitalet-Avenida Carrilet |       | Gornal     | Plaza España |
| Can Ros                     | Hospitalet-Avenida Carrilet |       | Gornal     | Plaza España |
| Olesa de Montserrat         | Hospitalet-Avenida Carrilet |       | Gornal     | Plaza España |
| Martorell Enlace            | Hospitalet-Avenida Carrilet |       | Gornal     | Plaza España |
| Quatre Camins               | Hospitalet-Avenida Carrilet |       | Gornal     | Plaza España |
| Manresa Baixador            | Hospitalet-Avenida Carrilet |       | Gornal     | Plaza España |
| Igualada                    | Hospitalet-Avenida Carrilet |       | Gornal     | Plaza España |
| Manresa Baixador            | Hospitalet-Avenida Carrilet |       | Gornal     | Plaza España |
| Igualada                    | Hospitalet-Avenida Carrilet |       | Gornal     | Plaza España |

## Situación ferroviaria
Se encuentra ubicada en el punto kilométrico 3 de la línea férrea de ancho métrico que une Magoria con Martorell y Manresa a 12 metros de altitud.